# Schlotheimia brownii
Schlotheimia brownii är en bladmossart som beskrevs av Schwaegrichen 1826. Schlotheimia brownii ingår i släktet Schlotheimia och familjen Orthotrichaceae. Inga underarter finns listade i Catalogue of Life.